# Vladimir Markov
Vladimir Andreevich Markov (em russo:  Влади́мир Андре́евич Ма́рков; 8 de maio de 1871 — 18 de janeiro de 1897) foi um matemático russo. Era meio-irmão de Andrei Markov. Morreu de tuberculose, com 25 anos de idade.